# Jerut
Jerut (estilizado en mayúscula JERUT) es el quinto álbum de estudio del cantante colombiano Mauricio Rivera, publicado el 7 de abril de 2023 a través del sello discográfico colombiano The Light Entertainment.

## Lista de canciones
| N.º | Título                                           | Duración |  |
| 1.  | «Mamacita»                                       | 3:25     |  |
| 2.  | «ADN»                                            | 3:05     |  |
| 3.  | «Camila»                                         | 3:02     |  |
| 4.  | «Si La Ves» (con Xantos)                         | 3:33     |  |
| 5.  | «No Ha Cambiado Nada» (con Karen Méndez)         | 3:59     |  |
| 6.  | «Si Tú No Estás»                                 | 3:26     |  |
| 7.  | «Un Beso» (con Zion)                             | 3:25     |  |
| 8.  | «Bailando Pegaito» (Remix - con Boni y Kelly)    | 3:29     |  |
| 9.  | «Patatú»                                         | 3:10     |  |
| 10. | «Para Qué» (con Naela)                           | 3:20     |  |
| 11. | «Feel the Fire» (con Dj Mario Andretti)          | 3:09     |  |
| 12. | «Are U Ready» (con KYO)                          | 3:35     |  |
| 13. | «Todo Incluido» (con Toy Selectah)               | 3:19     |  |
| 14. | «Baila» (con Luis Navarro)                       | 3:16     |  |
| 15. | «Pegao» (con Mary Jane)                          | 3:36     |  |
| 16. | «Oye Bonita» (con Mirko Oliva)                   | 3:28     |  |
| 17. | «Todo Incluido» (con David Botero y Ryan Roy)    | 3:46     |  |
| 18. | «3:00 AM» (con Elkeretumba)                      | 3:13     |  |
| 19. | «Piensas en Mí»                                  | 3:10     |  |
| 20. | «No Le Digas a Nadie»                            | 3:33     |  |
| 21. | «Pídeme la Luna»                                 | 2:24     |  |
| 22. | «ADN» (J Rythm Remix)                            | 3:05     |  |
| 23. | «Si La Ves» (Summer French Version - con Xantos) | 3:33     |  |
| 24. | «Si La Ves» (Salsa Version - con Xantos)         | 3:25     |  |
| 25. | «Oye Bonita» (Acoustic Version)                  | 2:33     |  |
| 26. | «Campeón»                                        | 2:57     |  |